# Jennifer Lopez
Jennifer Lynn Lopez, znana także jako J.Lo (ur. 24 lipca 1969 w Nowym Jorku) – amerykańska aktorka, piosenkarka, tancerka, projektantka mody, celebrytka, producentka, i businesswoman pochodzenia portorykańskiego.
Urodziła się i wychowała w Bronksie, dzielnicy Nowego Jorku. W wieku 17 lat zagrała pierwszą rolę w niskobudżetowym filmie Moja mała dziewczynka. Później wzięła udział w kilku mniejszych produkcjach, równocześnie rozwijając karierę tancerki u boku New Kids on the Block i Janet Jackson, a także w serialu In Living Color. W 1997 zagrała pierwszoplanową rolę w filmie Selena, za którą zdobyła nominację do Złotego Globu. Od tego czasu pojawiła się w kilkudziesięciu produkcjach, wśród których największy sukces odniosły Anakonda (1997), Cela (2000), Powiedz tak (2001), Pokojówka na Manhattanie (2002), Zatańcz ze mną (2004), Sposób na teściową (2005) i Jak urodzić i nie zwariować (2012). Specjalizuje się w komediach romantycznych, choć grała też w dramatach i dreszczowcach. Od 2006 zajmuje się produkcją filmów i seriali.
W 1999 zadebiutowała w roli piosenkarki albumem pt. On the 6, który – podobnie jak promujące go single – osiągnął międzynarodowy sukces. W kolejnych latach ukazywały się jej kolejne nagrania i piosenki, które zdobywały pierwsze miejsca list przebojów. Po świetnie sprzedających się płytach J.Lo (2001), J to tha L-O! The Remixes i This Is Me... Then (oba 2002), za sprawą kolejnych projektów muzycznych Lopez zaczęła sobie radzić komercyjnie coraz gorzej. Po zmianie wytwórni, w 2011 wydała album pt. Love?. Promujący go singel „On the Floor” okazał się międzynarodowym przebojem i znalazł się na liście najlepiej sprzedających się singli wszech czasów. Szacuje się, że jej nagrania rozeszły się na całym świecie w około 75 mln egzemplarzy. Za działalność muzyczną zdobyła szereg nagród, w tym American Music Award i MTV Video Music Award. Była dwukrotnie nominowana do nagrody Grammy.
Posiada własną kolekcję ubrań i kilkanaście zapachów, a także liczne kontrakty reklamowe. Zasiadała w jury programu American Idol (2011–2012, 2014–2016), następnie została jurorką w programie World of Dance (od 2017), którego jest także producentką wykonawczą. Jest znana jako filantropka, a poza tym jest najlepiej opłacaną latynoską aktorką w Hollywood. W 2011 zdobyła tytuł najpiękniejszej kobiety na świecie według magazynu People, a rok później Forbes nazwał ją najbardziej wpływową gwiazdą. Jej majątek szacowany jest na 150 mln dolarów.
Obiektem zainteresowania mediów przez całą karierę Lopez jest jej życie prywatne. Jest czterokrotnie rozwiedziona, a z trzecim mężem Markiem Anthonym ma bliźnięta, Maximiliana i Emmę, urodzone w 2008.

## Wczesne lata
Urodziła się i wychowała w Castle Hill, dzielnicy położonej w Bronksie w stanie Nowy Jork jako córka Portorykańczyków – Guadalupe Rodríguez i Davida Lopeza. Jej matka jest nauczycielką w przedszkolu, a ojciec pracuje jako technik komputerowy. Uczyła się w szkole katolickiej Preston High School. W wieku 19 lat rozpoczęła treningi tańca.
Debiutowała na ekranie jako Myra, młoda kobieta w ośrodku dla dziewcząt z problemami w dramacie Moja mała dziewczynka (My Little Girl, 1986) z Mary Stuart Masterson. Po miesiącach przesłuchiwań do roli tanecznych wybrano ją na statystkę w teledyskach artystów rapowych. Po zakończeniu semestru w Baruch College dzieliła swój czas między pracę w biurze, lekcje tańca i nocne występy w klubach na Manhattanie. Zagrała na scenie w musicalach: Jesus Christ Superstar i Oklahoma!. Gościła w programie muzycznym w reżyserii Teda Demme’a Yo! MTV Raps, gdzie była tancerką wspierającą dla New Kids on the Block i piosenki „Games” na American Music Award w 1991.
Swoją pierwszą znaczącą pracę zdobyła, gdy była tancerką Fly Girl w telewizyjnym programie komediowym Fox In Living Color (1991–93). Wkrótce potem została tancerką wspierającą Janet Jackson i w 1993 wystąpiła w jej dwóch teledyskach: „That’s the Way Love Goes” i „If”. W końcu miała pojechać z Janet na światowe tournée, jednak poprosiła gwiazdę, aby ta pozwoliła jej odejść i rozwinąć swoją karierę aktorską.

## Kariera filmowa i telewizyjna
Pojawiła się jako Rosie Romero w dramacie telewizyjnym CBS Pielęgniarki w akcji (Lost in the Wild, 1993) z Lindsay Wagner i Robertem Loggią, a także w krótko goszczących na antenie serialach telewizyjnych, w tym CBS Uśmiech losu (Second Chances, 1993) jako Melinda Lopez z Megan Follows i Connie Selleccą, sitcomie Fox South Central (1994) jako Lucille z Larenzem Tate i Lamontem Bentleyem oraz Hotel Malibu (1994) jako Melinda Lopez z Joanną Cassidy. Za postać Marii Sanchez, która pracuje w tym domu jako opiekunka do dzieci w dramacie Gregory’ego Navy Moja rodzina (My Family, 1995) była nominowana do Independent Spirit Award. Za rolę Grace Santiago w komedii sensacyjnej Pociąg z forsą (Money Train, 1995) obok Wesleya Snipesa i Woody’ego Harrelsona oraz jako panna Marquez w komediodramacie fantasy Francisa Ford Coppoli Jack (1996) z Robinem Williamsem była nominowana do National Council of La Raza Bravo Award. Zagrała potem w dreszczowcu Krew i wino (Blood and Wine, 1997) z Jackiem Nicholsonem. Tytułowa kreacja Selena Quintanilla-Perez w biograficznym dramacie muzycznym Gregory’ego Navy Selenie (1997) przyniosła jej Lasting Image Award i Lone Star Film & Television Award, a także nominację do nagrody Złotego Globu w kategorii „Najlepsza aktorka w filmie komediowym lub musicalu” i MTV Movie Award w kategorii „Najlepsza rola przełomowa”. Stała się także pierwszą latynoską aktorką, która dostała milion dolarów za rolę.
W latach 2000–2005 wystąpiła w wielu kasowych przebojach filmowych (głównie komediach romantycznych), które ugruntowały jej pozycję na rynku filmowym. Wśród nich najpopularniejszymi filmami były: Cela (2000), Powiedz tak (2001), Pokojówka na Manhattanie (2002), Zatańcz ze mną (2004) oraz Sposób na teściową (2005). W maju 2006 stacja MTV zezwoliła na produkcję autorskiego reality show Lopez, DanceLife, opowiadającego historie sześciorga ludzi mających aspirację bycia najlepszymi tancerzami świata. Emisja programu rozpoczęła się 15 stycznia 2007.
W komedii romantycznej Plan B (2010) wcieliła się w główną rolę Zoe, a premiera filmu odbyła się 22 stycznia 2010 w Stanach Zjednoczonych. Później miła zagrać złodziejkę w komedii romantycznej Guwernantka. Pojawiła się w odcinku serialu Jak poznałem waszą matkę i za rolę w nim otrzymała pochwały od krytyków. W 2013 pojawiła się w filmie kryminalnym Parker, w którym zagrała główną rolę żeńską.
Na początku 2015 premierę miał kolejny film z udziałem Lopez – Chłopak z sąsiedztwa. Przy ledwie paromilionowym budżecie produkcja zarobiła prawie 60 mln dol. W 2016 zagrała główną rolę w serialu Uwikłana, który zanotował najwyższe wyniki oglądalności spośród reszty seriali nadawanych na kanale go emitującym. Produkcja skończyła się na trzecim sezonie w 2018. 21 grudnia premierę miał wyprodukowany przez nią film Teraz albo nigdy, w którym zagrała główną rolę. Film otrzymał mieszane recenzje od krytyków, lecz zarobił ponad 70 mln dol. na całym świecie, spotykając się z pozytywnym odbiorem widzów.
W 2019 premierę miał film Ślicznotki, w którym zagrała striptizerkę Ramonę. Film kilka dni po kinowym debiucie zarobił aż 33 mln dolarów. Ogółem film zarobił 170 mln dol. na całym świecie i otrzymał bardzo pochlebne recenzje, podobnie jak rola Lopez. Za rolę Ramony otrzymała wiele nagród i nominacji, w tym Spotlight Award, jak również nominacje do SAG Awards i Złotych Globów, będących pierwszą nominacją dla aktorki od 22 lat od występu w Selenie. W produkcji są dwa kolejne filmy z aktorką, a w planach co najmniej jeden serial; zagrała legendarną kolumbijską baronkę narkotykową Griseldę Blancko w filmie biograficznym The Godmother oraz wcieliła się w popową gwiazdkę zdradzoną przez partnera w komedii romantycznej Marry Me.

## Kariera muzyczna
1 czerwca 1999 wydała debiutancki album studyjny pt. On the 6, który dotarł na pierwsze miejsce listy Billboard 200. Płyta promowana była m.in. przez singiel „If You Had My Love”, który przez kilka tygodni utrzymywał się na pierwszym miejscu „Billboard Hot 100”. Podobny sukces osiągnął inny singiel z albumu, „Waiting for Tonight”, za który Lopez otrzymała nominację do nagrody Grammy w kategorii „najlepsze nagranie taneczne”. Album zawierał także nagrany z Markiem Anthonym utwór „No Me Ames”, który dotarł na szczyt U.S. Hot Latin Tracks i za który duet był nominowany do Latin Grammy Awards w kategoriach „najlepszy wokalny występ popowy duetu lub grupy” i „najlepszy teledysk”. Ostatnim singlem z płyty była piosenka „Let’s Get Loud”, za którą Lopez otrzymała w 2001 nominację do nagrody Grammy w kategorii „najlepsze nagranie taneczne”.
23 stycznia 2001 wydała swój drugi album studyjny pt. J. Lo, z którym zadebiutowała na pierwszym miejscu Billboard 200. Pierwszym singlem z płyty był utwór „Love Don’t Cost a Thing”, który został pierwszym singlem numer jeden piosenkarki w Wielkiej Brytanii i znalazł się w pierwszej piątce utworów na Billboard Hot 100. Kolejny singiel, „Play”, trafił do pierwszej dwudziestki w zastawieniu Hot 100 i zajął drugie miejsce w Wielkiej Brytanii. Następnymi singlami były „I’m Real” i „Ain’t It Funny”, które równie szybko stały się hitami. Po udanych rozmowach w sprawie remiksowania piosenek z J. Lo i On the 6 oraz po sukcesie reedycji J. Lo Lopez zdecydowała się poświęcić cały album remiksom i 5 lutego 2002 wydała J to tha L-O! The Remixes, który zadebiutował na pierwszym miejscu Billboard 200, stając się pierwszym w całości poświęconym remiksom albumem, który trafił na szczyt notowania.
26 listopada 2002 wydała trzeci album studyjny pt. This Is Me... Then, który zajął pierwsze miejsce na Billboard 200. Płyta promowana była przez cztery single: „Jenny from the Block” z udziałem Jadakissa i Styles P (2. miejsce na „Billboard Hot 100”), „All I Have” z LL Cool J’em (wielotygodniowy numer jeden), „I’m Glad” i „Baby I Love U!”. Album zawierał także cover piosenki Carly Simon „You Belong to Me” z 1978. W 2003 odmówiła występu z Madonną na 20. gali rozdania MTV Video Music Awards, a zamiast niej u boku artystki zaśpiewały Britney Spears i Christina Aguilera.
W 2004 ponownie zaśpiewała w duecie z Markiem Anthonym, tym razem w piosence „Escapémonos”. Po roku przerwy powróciła na scenę muzyczną z albumem pt. Rebirth, który zadebiutował na drugim miejscu w notowaniu Billboard 200. Płyta zawierała jeden singlowy hit „Get Right”, który dotarł do pierwszej „piętnastki” w USA i stał się drugim platynowym hitem Lopez po „If You Had My Love”. Piosenka była też hitem w Wielkiej Brytanii, stając się tam jej drugim numerem jeden. Kolejny singiel „Hold You Down” w duecie z Fat Joe, nie osiągnął sukcesu komercyjnego. W 2005 album Rebirth otrzymał certyfikat platynowy od RIAA.
W 2006 zaśpiewała w piosence LL Cool J-a „Control Myself”, która stała się numerem jeden na Billboard Hot 100 i numerem dwa na UK Top 75 Singles. 27 marca 2007 wydała pierwszy, w całości hiszpańskojęzyczny, album studyjny pt. Como Ama una Mujer. Premierę poprzedzał singiel „Qué Hiciste”. 9 października 2007 wydała piąty, angielskojęzyczny album pt. Brave, który promowała singlami „Do It Well” i „Hold It Don’t Drop It”.
29 kwietnia 2011 wydała siódmy album studyjny pt. Love?, który zebrał krytyczne oceny. W związku ze zmianami wytwórni pierwszy singel promujący płytę „On the Floor” nagrany z Pitbullem ukazał się w styczniu 2011. Następne dwa single promujące wydawnictwo to "I'm Into You" z udziałem Lil Wayne'a I "Papi".
27 września 2012 zagrała jedyny koncert w Polsce, na PGE Arena Gdańsk w Gdańsku.

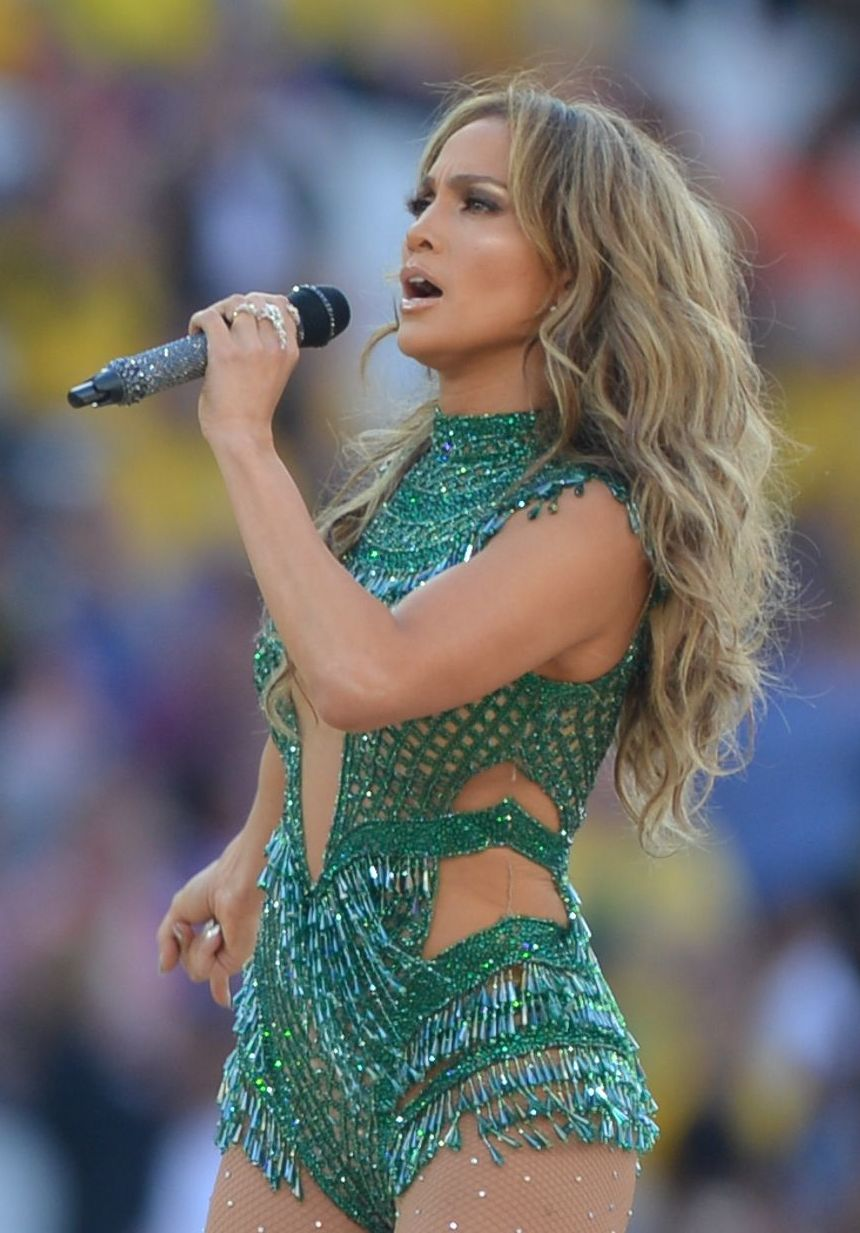
Jennifer Lopez podczas występu na ceremonii otwarcia Mistrzostw Świata w Piłce Nożnej 2014

13 czerwca 2014 wydała ósmy album studyjny pt. A.K.A, który promowany był przez single „First Love” oraz „Booty” nagrany wspólnie z Pitbullem, a następnie z Iggy Azaleą. Album doszedł do ósmego miejsca najlepiej sprzedających się albumów tygodnia w Stanach Zjednoczonych oraz do czwartego miejsca w Grecji i Rosji. Singiel „Booty” jest ostatnim utworem artystki, który zdołał dotrzeć do pierwszej dwudziestki notowania Billboard Hot 100. W tym samym roku wraz z Pitbullem i Claudią Leitte nagrała piosenkę „We Are One”, która była oficjalnym hymnem Mundialu 2014. 12 czerwca trio wykonało piosenkę podczas ceremonii otwarcia MŚ 2014 w São Paulo. W 2015 zaśpiewała z Jasonem Derulo w piosence „Try Me” oraz z Pitbullem i Roycem w utworze „Back It Up”.
W maju 2016 wydała singiel „Ain’t Your Mama”, zawierający tekst o zabarwieniu feministycznym. Piosenka stała się międzynarodowym hitem i pokryła się diamentową płytą we Francji oraz Polsce. Również w 2016 Lopez rozpoczęła rezydenturę w Las Vegas pt. „All I Have”; zarabiała 350 tys. dol. za każdy z występów. W 2017 zapowiedziała wydanie drugiej w pełni hiszpańskojęzycznej płyty pt. Por Primera Vez, jednak nigdy do jej wydania nie doszło. Zamiast tego wydała w latach 2017–2018 szereg hiszpańskojęzycznych singli: „Ni Tu Ni Yo”, „Amor Amor Amor”, „El Anillo”, „Se Acabo El Amor”, „Te Guste” i „Dinero”, który nagrała z DJ-em Khaledem i Cardi B. Za utwór otrzymali nagrodę za najlepszą kooperację na gali MTV Video Music Awards. Ponadto piosenkarka została uhonorowana w 2018 nagrodą Michael Jackson Video Vanguard Award za całokształt twórczości muzycznej, będąc jedną z 33 osób, które do tej pory odebrały to wyróżnienie oraz pierwszą latynoską osobą, która została wyróżniona w taki sposób. W rankingach podsumowujących 2018 rok została umiejscowiona na 6. pozycji najlepiej sprzedających się artystek.
W lutym 2019 wystąpiła na 61. gali rozdania nagród Grammy w hołdzie dla wytwórni Motown. Występ spotkał się z krytyką mediów w związku z tym, że Lopez nie miała żadnych powiązań z wytwórnią, a także nie należy do czarnej rasy. W kwietniu 2019 wydała singiel „Medicine”, dotarł on do pierwszego miejsca listy Dance Club Songs, zostając 17 piosenką artystki na szczycie tego zestawienia. Niedługo później wyruszyła w trasę koncertową pt. It’s My Party Tour, zorganizowaną z okazji 50. urodzin Lopez i 20-lecia od wydania jej pierwszego albumu pt. On the 6; trasa obejmowała 30 koncertów na terenie Stanów Zjednoczonych. Następnie zagrała dodatkowe osiem koncertów, nie tylko w USA, ale też w Kanadzie, Izraelu, Turcji, Hiszpanii i Rosji.
2 lutego 2020 wystąpiła z Shakirą podczas LIX edycji SuperBowl Halftime Show. 25 września 2020 wydała dwa single nagrane z Malumą – „Pa’ Ti” oraz „Lonely”, które zapowiadają najnowszy album do filmu Marry Me, w którym razem zagrali. Pod koniec listopada 2020 wydała singiel „In the Morning”, do którego 15 stycznia 2021 zaprezentowała teledysk.

## Życie prywatne
Jej pierwszym mężem był Kubańczyk Ojani Noà, którego poznała, gdy ten pracował jako kelner w restauracji w Miami. Po krótkiej znajomości pobrali się 22 lutego 1997, a 27 marca 1998 wzięli rozwód. Po rozwodzie obsadziła byłego męża na stanowisku menedżera w swojej restauracji „Madre’s”, w której pracował do października 2002.
W 1998 poznała Seana „P. Diddy’ego” Combsa, z którym była w nieformalnym związku do 2001. 27 grudnia 1999 zostali aresztowani w Nowym Jorku pod zarzutem wszczęcia strzelaniny między zwolennikami Combsa a inną grupą. Para zbiegła z miejsca zbrodni, ale niedaleko ich samochód zatrzymała policja. Na przednim siedzeniu znaleziono skradzioną broń. Zostali oskarżeni o nielegalne posiadanie broni, jednak Lopez została oczyszczona z zarzutów ze względu na to, że jechała na tylnym siedzeniu. 14 lutego 2001 Lopez zerwała z Combsem. Po rozstaniu poświęcił jej piosenki „I Need A Girl Part 1” i „I Need A Girl Part 2”, w których prosił byłą partnerkę o powrót. W odezwie na te piosenki Lopez również nagrała kilka kawałków o Diddym, w tym m.in.: „Ain’t It Funny (Murder Remix)” (nagrała go przy udziale dwóch amerykańskich raperów Ja Rule i Cadillac Tah), „All I Have” (z gościnnym udziałem LL Cool J) czy „I’m Gonna Be Alright” (z udziałem rapera Nasa).
Jej drugim małżeństwem był związek z byłym tancerzem Crisem Juddem. Poznali się podczas kręcenia teledysku do piosenki Jennifer „Love Don’t Cost a Thing”. Para pobrała się 29 września 2001 w domu na przedmieściach Los Angeles. Małżeństwo zakończyło się w lipcu 2002 po tym, jak Lopez zaczęła spotykać się z aktorem Benem Affleckiem. Związek aktorów był jednym z najbardziej upublicznionych związków w historii. Media nazwały z tego względu parę Bennifer (od połączenia imion Ben i Jennifer). W listopadzie 2002 ogłoszono, że para zaręczyła się po tym, jak aktor oświadczył się i dał piosenkarce sześciokaratowy różowy pierścionek wart 1,5 mln dol. Mieli pobrać się 12 września 2003 w Santa Barbara w Kalifornii, jednak uroczystość została odwołana na kilka dni przed rozpoczęciem. 20 stycznia 2004 media ogłosiły oficjalnie rozstanie pary.

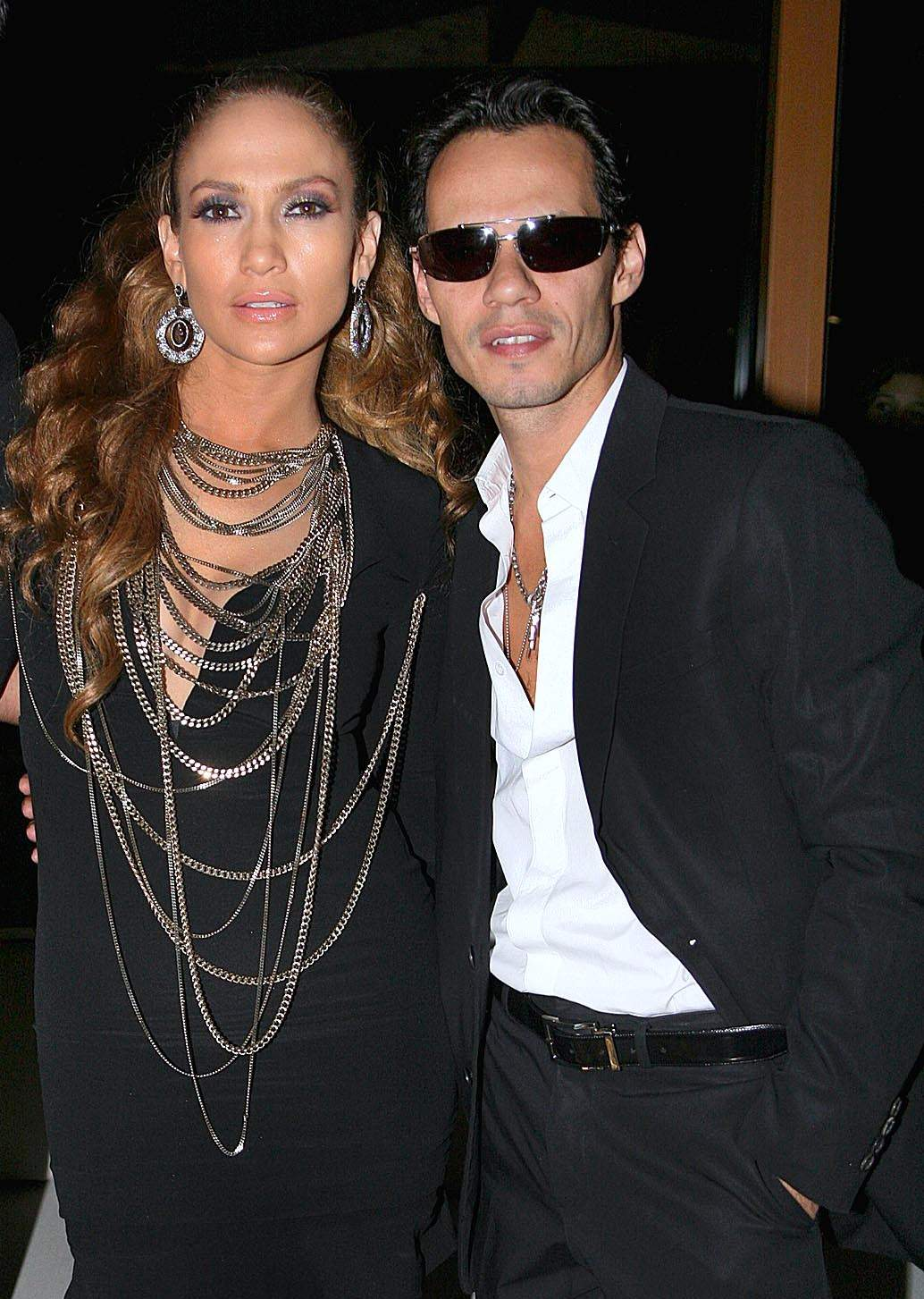
Lopez i Marc Anthony

Niedługo po rozstaniu z Affleckiem Lopez była widziana w towarzystwie piosenkarza Marca Anthony’ego, który w tym czasie związany był przysięgą małżeńską z byłą Miss Universe – Dayanarą Torres, z którą miał dwoje dzieci. Jednak małżeństwo to zakończyło się w październiku 2003, a w styczniu 2004 Daynara złożyła pozew o rozwód. Cztery dni po rozwodzie, 5 czerwca 2004 Lopez i Anthony wzięli ślub. 22 lutego 2008 urodziła bliźniaki, córkę Emmę Maribel i synka Maximiliana „Maxa” Davida. Magazyn „People” zapłacił rodzicom 6 mln dol. za pierwszą sesję z dziećmi. 15 lipca 2011 para ogłosiła decyzję o zakończeniu małżeństwa. Małżeństwo oficjalnie zakończyło się 9 kwietnia 2012, kiedy Marc Anthony złożył wniosek o rozwód.
Od października 2011 do sierpnia 2016 była w związku z tancerzem Casperem Smartem. W 2017 Lopez związała się z baseballistą Alexem Rodriguezem, z którym była zaręczona. W 2021 rozstali się, a Lopez zaczęła ponownie spotykać się z Benem Affleckiem. 16 lipca 2022 pobrali się w Las Vegas, druga ceremonia odbyła się miesiąc później w rezydencji aktora w Georgii. W sierpniu 2024 Lopez złożyła pozew o rozwód, który został sfinalizowany w styczniu 2025.

## Wpływ na popkulturę
Pod koniec lat 90. XX wieku była jedną z artystek, która przyczyniła się do odrodzenia muzyki latynoskiej w muzyce popularnej. Należała do tzw. latynoskiej fali wraz z innymi debiutującymi wykonawcami tego gatunku muzyki, m.in. Rickym Martinem i Shakirą.
Dzięki działalności muzycznej i filmowej była uważana za ikonę show-biznesu. W latach 2000–2009 była często wymieniana przez głównych bohaterów w filmach i serialach m.in. Kochane kłopoty (2000–2001), Trzynastka (2003), Dziś 13, jutro 30 (2004) czy Historia Kopciuszka (2004).
Za idolkę i wzór do naśladowania wymieniło ją wielu innych artystów, m.in. Jessica Alba, Pitbull, Selena Gomez, Kat DeLuna, Demi Lovato, Rita Ora, Bebe Rexha, Cassie, Cameron Diaz, Nicole Kidman i Gwen Stefani.

## Biznes
W biznesie działa w wielu branżach. Posiada własną linię perfum, ubrań, butów oraz własną restaurację „Madre’s” (zamknięta w 2008). Produkuje reality show DanceLife. Planuje wypuścić kolekcję akcesoriów, zegarków i biżuterii. Nie jest autorką wyżej wymienionych gadżetów, lecz nabywczynią praw autorskich do tych, które zleciła zaprojektować artystom. Potocznie jednak utarło się, że sama jest projektantką mody czy perfum, co jest nieprawdą.
12 kwietnia 2002 otworzyła kubańską restaurację „Madre’s” w dystrykcie South Lake w Pasadenie w Kalifornii. Podczas otwarcia sensacją dla mediów stało się wręczenie jej przez posłańca bukietu kwiatów od Bena Afflecka, pomimo obecności jej ówczesnego męża, Crisa Judda.
Posiada linię ubrań „J.LO by Jennifer Lopez”. W 2005 zaprezentowała linię odzieżową „Sweetface”. Uczestniczyła w sesji dla Louis Vuitton do kolekcji „Zima '03”. Często zleca w projektowaniu promowanych przez nią ubrań wykorzystywanie naturalnego futra zwierzęcego, co zaowocowało konfliktami z organizacją ochrony praw zwierząt PETA. Na premierze filmu Sposób na teściową w Los Angeles więcej niż 100 osób demonstrowało przeciw Lopez. Zwierzyła się radiowemu DJ-owi, że chętnie zainteresuje się tematem praw zwierząt, choć z drugiej strony znane jest jej stwierdzenie, że „futra są cool”.
18 maja 2012 została uznana za najbardziej wpływową gwiazdę według magazynu „Forbes”, pokonując m.in. Oprah Winfrey czy Justina Biebera.

## Filmografia

### Filmy
| Rok  | Tytuł                                   | Profesje | Profesje | Rola                | Dodatkowe informacje            |
| Rok  | Tytuł                                   | A        | P        | Rola                | Dodatkowe informacje            |
| ---- | --------------------------------------- | -------- | -------- | ------------------- | ------------------------------- |
| 1986 | Moja mała dziewczynka                   |          |          | Myra                |                                 |
| 1993 | Pielęgniarki w akcji                    |          |          | Myra                |                                 |
| 1995 | Moja rodzina                            |          |          | María Sánchez       |                                 |
| 1995 | Pociąg z forsą                          |          |          | Grace Santiago      |                                 |
| 1996 | Jack                                    |          |          | panna Márquez       |                                 |
| 1996 | Krew i wino                             |          |          | Gabriella           |                                 |
| 1997 | Selena                                  |          |          | Selena Quintanilla  |                                 |
| 1997 | Anakonda                                |          |          | Terri Flores        |                                 |
| 1997 | Droga przez piekło                      |          |          | Grace McKenna       |                                 |
| 1998 | Co z oczu, to z serca                   |          |          | Karen Sisco         |                                 |
| 1998 | Mrówka Z                                |          |          | Azteca              | dubbing w wersji anglojęzycznej |
| 2000 | Cela                                    |          |          | Catherine Deane     |                                 |
| 2001 | Powiedz tak                             |          |          | Mary Fiore          |                                 |
| 2001 | Oczy anioła                             |          |          | Sharon Pogue        |                                 |
| 2002 | Nigdy więcej                            |          |          | Slim Hiller         |                                 |
| 2002 | Pokojówka na Manhattanie                |          |          | Marisa Ventura      |                                 |
| 2003 | Gigli                                   |          |          | Ricki               |                                 |
| 2004 | Dziewczyna z Jersey                     |          |          | Gertrude Steiney    |                                 |
| 2004 | Zatańcz ze mną                          |          |          | Paulina             |                                 |
| 2005 | Sposób na teściową                      |          |          | Charlotte Cantilini |                                 |
| 2005 | Niedokończone życie                     |          |          | Jean Gilkyson       |                                 |
| 2006 | Pieśniarz                               |          |          | Puchi               |                                 |
| 2007 | Miasto śmierci                          |          |          | Lauren Adrian       |                                 |
| 2007 | Poczuj rytm                             |          |          | ona sama            |                                 |
| 2010 | Plan B                                  |          |          | Zoe                 |                                 |
| 2012 | Jak urodzić i nie zwariować             |          |          | Holly               |                                 |
| 2012 | Epoka lodowcowa 4: Wędrówka kontynentów |          |          | Shira               | dubbing w wersji anglojęzycznej |
| 2013 | Parker                                  |          |          | Leslie Rodgers      |                                 |
| 2015 | Chłopak z sąsiedztwa                    |          |          | Claire Peterson     |                                 |
| 2015 | Lila & Eve                              |          |          | Eve Rafael          |                                 |
| 2015 | Dom                                     |          |          | Lucy Tucci          | dubbing w wersji anglojęzycznej |
| 2016 | Epoka lodowcowa 5: Mocne uderzenie      |          |          | Shira               | dubbing w wersji anglojęzycznej |
| 2018 | Teraz albo nigdy                        |          |          | Maya                |                                 |
| 2018 | Bye Bye Birdie Live!                    |          |          | Rosie Alvarez       |                                 |
| 2019 | Ślicznotki                              |          |          | Ramona              |                                 |
| 2021 | Marry Me                                |          |          | Kat Valdez          |                                 |
| 2024 | Atlas                                   |          |          | Atlas Shepherd      |                                 |

### Seriale
| Rok         | Tytuł                    | Profesje | Profesje | Rola                     | Dodatkowe informacje |
| Rok         | Tytuł                    | A        | P        | Rola                     | Dodatkowe informacje |
| ----------- | ------------------------ | -------- | -------- | ------------------------ | -------------------- |
| 1991 – 1993 | In Living Color          |          |          | Fly Girl                 | 61 odcinków          |
| 1993        | Uśmiech losu             |          |          | Melinda Lopez            | 6 odcinków           |
| 1994        | South Central            |          |          | Lucille                  | 4 odcinki            |
| 1994        | Hotel Malibu             |          |          | Melinda Lopez            | 6 odcinków           |
| 2004        | Will & Grace             |          |          | ona sama                 | 3 odcinki            |
| 2006        | South Beach              |          |          | –                        | 8 odcinków           |
| 2010        | Jak poznałem waszą matkę |          |          | Anita Appleby            | odcinek „Oczywiście” |
| 2013 – 2018 | The Fosters              |          |          | –                        | 85 odcinków          |
| 2016 – 2018 | Uwikłana                 |          |          | Harlee Santos            | 26 odcinków          |
| 2018        | Will & Grace             |          |          | ona sama / Harlee Santos |                      |

## Dyskografia

### Albumy studyjne
- On the 6 (1999)
- J. Lo (2001)
- This Is Me... Then (2002)
- Rebirth (2005)
- Como Ama una Mujer (2007)
- Brave (2007)
- Love? (2011)
- A.K.A. (2014)
- This Is Me... Now (2024)

## Wyróżnienia

### Nagrody
- 1999: If You Had My Love Billboard Music Awards za najlepszy teledysk
- 2000: On The 6 MTV Video Music Awards za płytę roku,
- 2000: Bambi dla Najlepszego artysty międzynarodowego,
- 2000: MTV Europe Music Awards dla najlepszego artysty R&B,
- 2000: Waiting For Tonight MTV Video Music Awards za najlepszy teledysk Dance,
- 2001: MTV Europe Music Awards dla najlepszej artystki,
- 2001: MTV Europe Music Awards dla najlepszej artystki,
- 2002: World Music Award dla najlepiej sprzedającego się latynoskiego artysty
- 2002: I’m Real (Murder Remix) MTV Video Music Awards za najlepszy Hip-Hop wideoklip,
- 2002: MTV Europe Music Awards dla najlepszej artystki,
- 2003: Alive Billboard Latin Music Awards za piosenkę roku,
- 2003: American Music Awards dla najlepszej artystki Pop,
- 2003: NRJ Radio Awards dla najlepszego artysty R&B,
- 2004: I’m Glad Billboard Latin Music Awards za piosenkę roku,
- 2004: Gigli Złota Malina najgorsza aktorka,
- 2006: Get Right Groovevolt Music & Fashion Awards za najlepszy teledysk,
- 2007: Bordertown Artists for Amnesty – nagroda Amnesty International za wrażliwość społeczną,
- 2010: 2010 World Music Award,
- 2011: Teen Choice Award ulubiona kobiecość telewizyjna za American Idol
- 2012: American Music Awards – Najlepszy wykonawca Latynoski
- 2012: Teen Choice – Kobieca osobowość telewizyjna
- 2012: People en Espano – Follow The Leader za teledysk roku(wraz z Wisin y Yandel)

### Nominacje
- 1998: Selena MTV Movie Award najbardziej obiecująca aktorka
- 1998: Selena Złoty Glob najlepsza aktorka,
- 1998: Anakonda Saturn najlepsza aktorka,
- 1999: American Music Awards – Najlepszy wykonawca Latynoamerykański, Najlepszy nowy artysta,
- 1999: If You Had My Love MTV Video Music Awards za najlepszy teledysk, najlepszy teledysk pop, najlepszy nowy artysta, najlepszy teledysk Dance,
- 1999: Co z oczu, to z serca MTV Movie Award najlepsza rola kobieca,
- 2001: Cela MTV Movie Award najlepsza rola kobieca,
- 2001: Let’s Get Loud Grammy Award Najlepszy utwór Dancekobiecy,
- 2001: American Music Awards Najlepsza Pop/Rock artystka,
- 2001: I’m Real (Murder Remix) MTV Video Music Awards najlepszej Hip-Hop/R&B artystki,
- 2001: Love Don’t Cost a Thing MTV Video Music Awards Najlepszy wideoklip kobiecy i najlepszy wideoklip popowy,
- 2001: Cela Saturn najlepsza aktorka,
- 2001: Waiting for Tonight Grammy Award Najlepszy utwór Dance,
- 2002: American Music Awards dla najlepszej Hip-Hop/R&B artystki,
- 2002: I’m Glad MTV Video Music Awards najlepszy wykonawca pop,
- 2003: Nigdy więcej Złota Malina najgorsza aktorka,
- 2005: Get Right MTV Video Music Awards za Najlepszy utwór Dance, Najlepsza reżyseria, najlepsza choreografia, najlepsza,
- 2006: Groovevolt Music & Fashion Awards nominacja dla najmodniejszej kobiety,
- 2011: MTV EMA za singiel „On The Floor” w kategorii najlepsza piosenka wraz z Pitbull
- 2011: MTV EMA dla najlepszej wokalistki
- 2012: ALMA AWARDS dla najlepszej wokalistki
- 2012: MTV Video Music Awards za najlepszą choreografie do teledysku „Dance Again”
- 2019: The Pop Hub Awards „Ulubiona Gwiazda Latynoska (Favorite Latin Star)”